# Pasapurés

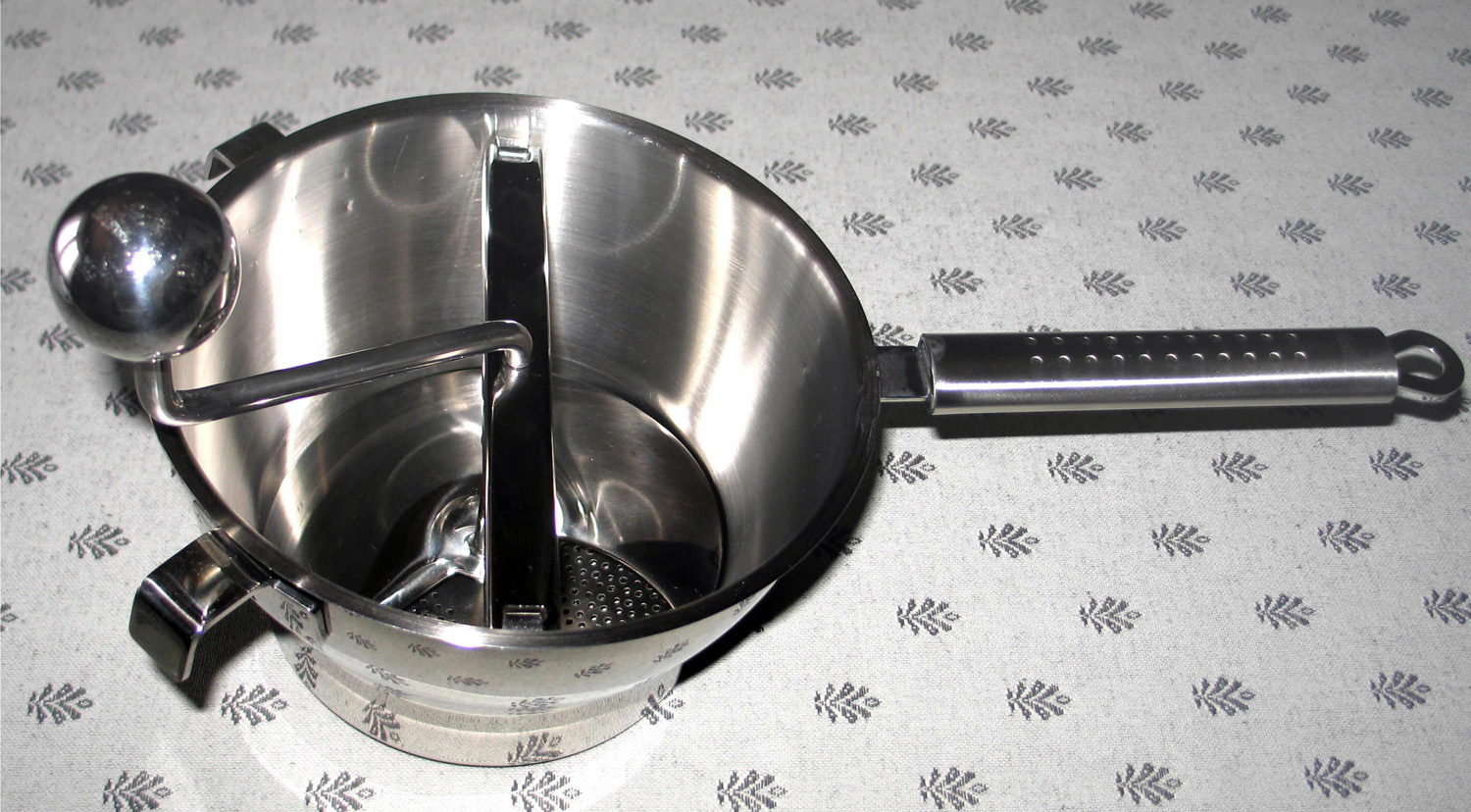
Pasapurés listo para sus funciones.

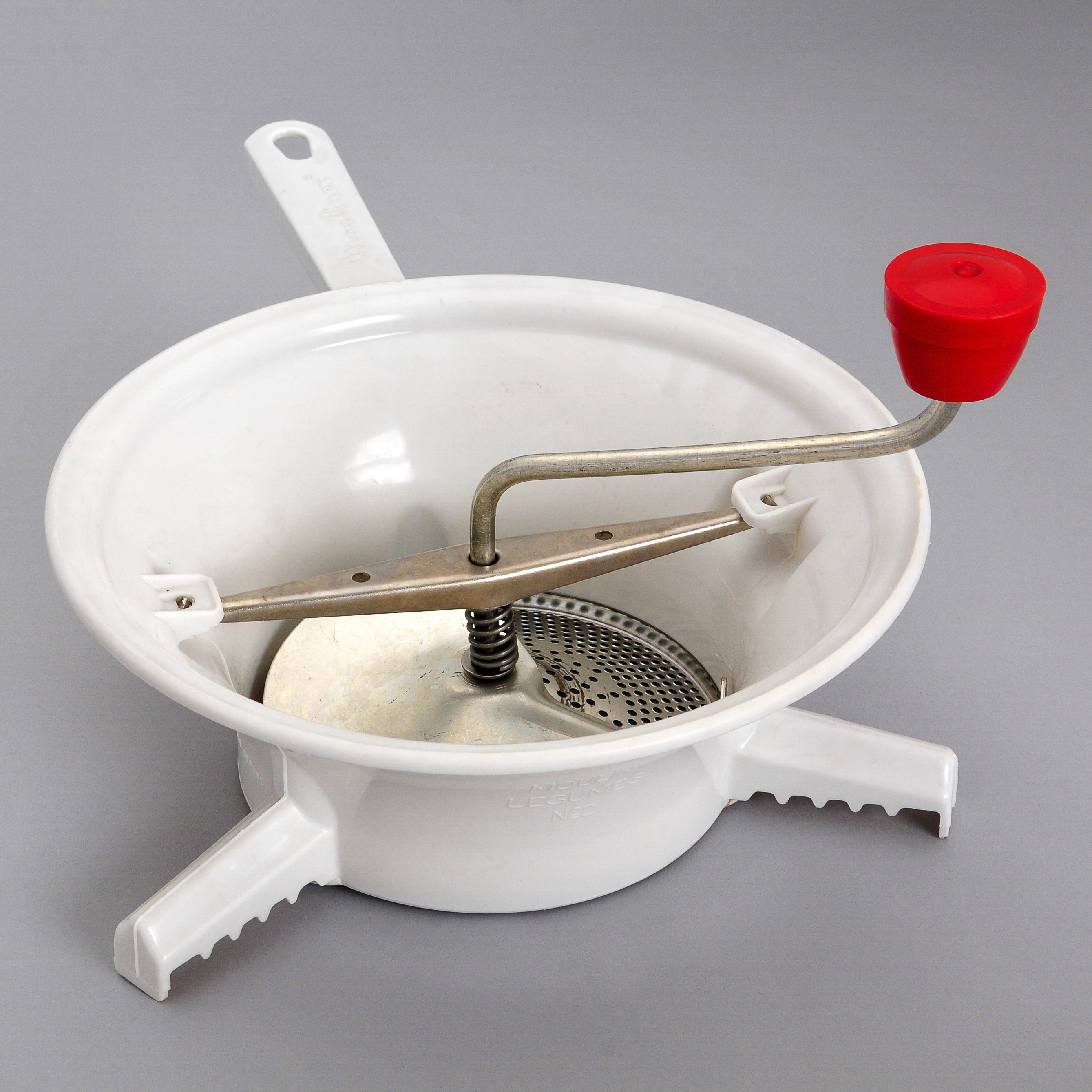
Moulin Legumes No.2

El pasapurés es un utensilio de cocina que se emplea para la elaboración de puré procedentes de las verduras tales como el puré de patata, la salsa de tomate, frutas, etc. 
El pasapurés tradicional consistía en un colador semiesférico de rejilla fina, con una mano de forma especial (un mango con la paleta en forma de casquete esférico) que se llama seta debido a que por su forma lo parece.
La versión moderna de este aparato consiste en una especie de criba en el fondo que deja pasar el alimento triturado por la presión que ejerce una especie de superficie espiral que cada vez que gira obliga a pasar el alimento por los orificios de la criba inferior. 
En el año 1947 Louis Tellier y su hijo Jean diseñan el primer pasapurés de la historia de la cocina para un amigo común dueño de un restaurante cerca de París; la idea era poder para pasar frutas y verduras para hacer purés y sopas ligeras. A este modelo se le denominó Pasapuré LT. La popularidad de este diseño hizo que se lanzaran al mundo de la industria de utensilios de cocina, hoy en día el apellido de Louis es una marca reconocida de utensilios de alta cocina.